# Mešani produkt
Méšani prodúkt (tudi psévdoskalárni prodúkt) je v linearni algebri računska operacija, ki trem trirazsežnim vektorjem priredi število po pravilu:
{\displaystyle ({\vec {\mathbf {a} }},{\vec {\mathbf {b} }},{\vec {\mathbf {c} }})={\vec {\mathbf {a} }}\cdot ({\vec {\mathbf {b} }}\times {\vec {\mathbf {c} }})\!\,.}
Kot vidimo, je mešani produkt sestavljen iz skalarnega in vektorskega produkta - zato tudi ime mešani produkt. Vrstni red faktorjev je pomemben: če vektorje zamenjamo ciklično, to na rezultat ne vpliva, če jih zamenjamo aciklično, pa se spremeni predznak.
{\displaystyle ({\vec {\mathbf {a} }},{\vec {\mathbf {b} }},{\vec {\mathbf {c} }})={\vec {\mathbf {a} }}\cdot ({\vec {\mathbf {b} }}\times {\vec {\mathbf {c} }})={\vec {\mathbf {b} }}\cdot ({\vec {\mathbf {c} }}\times {\vec {\mathbf {a} }})={\vec {\mathbf {c} }}\cdot ({\vec {\mathbf {a} }}\times {\vec {\mathbf {b} }})\!\,,}
{\displaystyle ({\vec {\mathbf {a} }},{\vec {\mathbf {b} }},{\vec {\mathbf {c} }})=-{\vec {\mathbf {a} }}\cdot ({\vec {\mathbf {c} }}\times {\vec {\mathbf {b} }})=-{\vec {\mathbf {b} }}\cdot ({\vec {\mathbf {a} }}\times {\vec {\mathbf {c} }})=-{\vec {\mathbf {c} }}\cdot ({\vec {\mathbf {b} }}\times {\vec {\mathbf {a} }})\!\,.}
Absolutna vrednost mešanega produkta je enaka prostornini paralelepipeda, ki ga določajo dani vektorji (paralelepiped je poševna štiristrana prizma). Mešani produkt je enak 0, če in samo če so dani vektorji komplanarni (ležijo na isti ravnini):
{\displaystyle ({\vec {\mathbf {a} }},{\vec {\mathbf {b} }},{\vec {\mathbf {c} }})=0\!\,.}
Prostornino tristrane piramide z oglišči A, B, C in D lahko izračunamo po formuli:
{\displaystyle V={\frac {1}{6}}\left|({\overrightarrow {AB}},{\overrightarrow {AC}},{\overrightarrow {AD}})\right|\!\,.}
Mešani produkt je homogen in distributiven v vsakem faktorju:
{\displaystyle n\,({\vec {\mathbf {a} }},{\vec {\mathbf {b} }},{\vec {\mathbf {c} }})=(n\,{\vec {\mathbf {a} }},{\vec {\mathbf {b} }},{\vec {\mathbf {c} }})\!\,.}
{\displaystyle ({\vec {\mathbf {a} }},{\vec {\mathbf {b} }},{\vec {\mathbf {c} }}+{\vec {\mathbf {d} }})=({\vec {\mathbf {a} }},{\vec {\mathbf {b} }},{\vec {\mathbf {c} }})+({\vec {\mathbf {a} }},{\vec {\mathbf {b} }},{\vec {\mathbf {d} }})\!\,.}